# 岩佐純

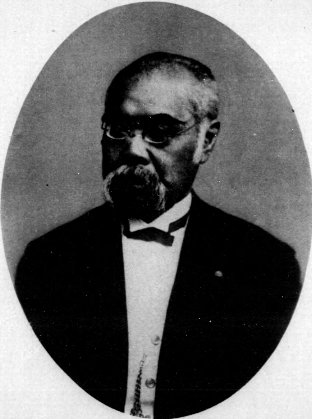
岩佐純

岩佐 純（いわさ じゅん、天保6年5月1日〈1835年5月27日〉 - 明治45年〈1912年〉1月6日）は、日本の医師。男爵、宮中顧問官。字は仲成、通称は又玄、号は黙斎。

## 経歴
越前国福井三上町に代々福井藩医を務める岩佐家に生まれる。父親は岩佐玄珪。1856年（安政3年）より江戸で西洋医学を学び、さらに下総国に赴いて佐藤尚中の門に学んだ。1860年（万延元年）、福井藩医・洋学所教授に任命され、さらに長崎に遊学してオランダ人ヨハネス・ポンペ・ファン・メーデルフォールトらに医学を学んだ。
1869年（明治2年）、徴士として明治政府に出仕し、学校権判事、大学少丞、大学権大丞、大学大丞、中教授を歴任し、大阪医学校開設など医学教育の充実にあたった。1872年（明治5年）に大侍医となり、四等侍医、三等侍医、二等侍医、一等侍医と昇進していった。初めは昭憲皇后の診察にあたったが、後に明治天皇の診察にあたった。また告成堂病院を開いて院長を務め、子息の岩佐新とともに診察にあたった。1884年（明治17年）に医学研究のため1年半欧州に滞在した。1888年（明治21年）の明治天皇第5皇女久宮静子内親王危篤の際には、御匙医の浅田宗伯と治療を巡って争いとなり、処置に困った香川敬三が天皇に伺いを立て、侍医の池田謙斎を呼び戻して岩佐と治療にあたることになったが、救うことはできなかった。
1898年（明治31年）より宮中顧問官を兼ね、1907年（明治40年）には男爵を授けられた。
1911年（明治44年）、病のため侍医を辞した。翌年、病をおして宮中新年宴会に参内したが、豊明殿で昏倒して死去した。

## 家族
弟に鉱山学者で東京大学教授の岩佐厳（1852 - 1899）がいる。妻は同藩士の松原次郞左衞門の娘。

## 栄典
位階
- 1886年（明治19年）10月28日 - 従四位[8]
- 1898年（明治31年）2月14日 - 従三位[9]
- 1908年（明治41年）2月21日 - 正三位[10]

勲章
- 1886年（明治19年）11月30日 - 勲三等旭日中綬章[11]
- 1887年（明治20年）12月27日 - 銀製黄綬褒章[12]
- 1908年（明治41年）6月25日 - 勲一等瑞宝章[13]
- 1911年（明治44年）5月13日 - 旭日大綬章[14]

## 著作
- ニーマイル『急性病類集』 巻之1、岩佐純編訳、告成堂、1873年。 NCID BA43856415。全国書誌番号:40057244 NDLJP:834772。
- ニーマイル『急性病類集』 巻之2、岩佐純編訳、告成堂、1873年。 NCID BA43856415。全国書誌番号:40057244 NDLJP:834773。
- ニーマイル『急性病類集』 巻之3、岩佐純編訳、告成堂、1873年。 NCID BA43856415。全国書誌番号:40057244 NDLJP:834774。
- ニーマイル『急性病類集』 巻之4、岩佐純編訳、告成堂、1873年11月。 NCID BA43856415。全国書誌番号:40057244 NDLJP:834775。
- ニーマイル『急性病類集』 巻之5、岩佐純編訳、告成堂、1876年6月。 NCID BA43856415。全国書誌番号:40057244 NDLJP:834776。